# 한글 간소화 파동
한글 간소화 파동은 1949년 이승만 당시 대한민국 대통령이 한글 맞춤법을 소리 나는 대로 쓰는 식으로 바꿔야 한다는 주장을 함으로 말미암아 생긴 사건이다. 1953년에 개정안이 국무총리 훈령으로 공포되었지만, 심한 반대에 부딪혀 1955년에 철회되었다.

## 역사

### 발단
1948년 정부 수립 이후 대한민국은 한글 맞춤법 통일안을 쓰고 있었는데, 1949년 10월 9일 이승만은 담화를 통해 이것이 옛 것에 비해 쓰기 불편하다며 바꾸자고 말했다.

…… 정식 국문이라고 쓰는 것을 보면 이런[옛] 것을 개량하는 대신 도로혀 쓰기도 더디고 보기도 괴상하게 만들어 놓아 퇴보된 글을 통용하게 되었으니 …… 속히 개정되기를 바라는 바이다.

국민의 호응이 없었지만 이승만은 맞춤법 개정을 밀어붙였다. 한국 전쟁이 막바지에 다다른 1953년 4월 27일, 한글 맞춤법을 소리 나는 대로 쓰자는 안인 〈정부의 문서와 교과서 등에 현행 철자법을 폐지하고 구식 기음법(記音法)을 사용〉이 국무총리 훈령 제8호로 공포되었다.

### 반발
맞춤법을 개정하려는 시도는 전국 문화 단체 총연합회, 한글 학회, 대한 교육 연합회 등 여러 단체의 반발에 부딪혔다. 이에 따라 정부는 간소화 개정에 학술적인 근거를 마련하기 위해서 7월 7일 문교부령 제31호를 내려 국어심의위원회를 만들었다. 그러나 위원회는 정부의 바람과는 달리 계속 한글 맞춤법 통일안을 쓰는 쪽으로 결론을 내렸다. 정부는 절충안을 내놓아 다시 심의하도록 했지만, 오히려 제3안인 가로 풀어쓰기가 채택되었다. 한편 문교부의 편수 국장이었던 최현배는 12월 21일 자리에서 물러나고 전국을 돌아다니며 형태주의 맞춤법을 강의했다. 이듬해에 김법린 문교부 장관도 사임했다.
1954년 3월 29일 이승만은 특별담화를 통해 “3개월 이내에 현행 맞춤법을 버리고, 구 한국 말엽의 성경 맞춤법에 돌아가라”고 했다. 이에 따라 새로 임명된 이선근 문교부 장관은 《한글 간소화안》을 비밀리에 만들어 6월 26일 발표해, 공적인 심의나 수정을 거치지 않고 7월 2일 국무회의에서 통과시켰다. 그 내용은 1921년 조선총독부에서 만든 언문 철자법과 비슷한 것으로, 학계는 이 맞춤법을 시대에 역행하는 것으로 여겼다. 한글 학회, 전국문화단체총연합회, 국어국문학회, 대학국어국문학교수단 등 여러 단체에서 반대 성명을 냈고, 예일 대학교의 한국어 교수인 새뮤얼 마틴은 문교부에 공개 항의 서신을 보내기도 했다.
간소화 방안이 반발에 부딪히자 정부는 7월 9일 《한글간소화방안이유편》을 냈지만 비난의 목소리는 높아졌다. 3일 뒤 국회에서는 정부, 국회, 학술원이 같이 구성하는 대책위원회를 열기로 했다. 위원회가 구성되고 나서 긴 논의가 벌어졌지만 별 성과가 없었다. 한편 한글 학회의 유제한은 이승만의 측근인 표양문을 통해 형태주의 한글을 받아들이도록 로비하였다. 결국 이승만 대통령이 1955년 9월 19일 “민중들이 원하는 대로 하도록 자유에 부치고자 한다”고 발표함으로써 한글 간소화 파동은 끝을 맺었다.

## 참고 문헌
- 《스물한 통의 역사 진정서:'삐라공방전'부터 '막걸리보안법'까지》 고길섶, 도서출판 앨피(2005) ISBN 8995646268, 9788995646267

## 같이 보기
- 조선어 신철자법 - 비슷한 시기에 북쪽에서 있었던 독특한 맞춤법 개정.